# Agrostophyllum spicatum
Agrostophyllum spicatum är en orkidéart som beskrevs av Rudolf Schlechter. Agrostophyllum spicatum ingår i släktet Agrostophyllum och familjen orkidéer. Inga underarter finns listade i Catalogue of Life.